# لودفيش الطفل
لودفيش الرابع الطفل (ألتوتنغ، سبتمبر أو أكتوبر 893 - على الأرجح في فرانكفورت، في 20 أو 24 سبتمبر 911) الابن الشرعي الوحيد للإمبراطور أرنولف كارينتيا.